# Corentin Ermenault
Corentin Philippe Michel Ermenault (ur. 27 stycznia 1996 w Amiens) – francuski kolarz torowy i szosowy, brązowy medalista mistrzostw świata.

## Kariera
Pierwsze medale w karierze zdobył w 2013 roku, kiedy był najlepszy w madisonie, drugi w drużynowym i trzeci w indywidualnym wyścigu na dochodzenie na torowych mistrzostwach Europy juniorów w Anadii. Rok później był pierwszy w wyścigu punktowym i drugi w indywidualnym wyścigu na dochodzenie oraz najlepszy w indywidualnej jeździe na czas na szosowych mistrzostwach Europy juniorów w Nyonie. Na mistrzostwach Europy w Yvelines w 2016 roku zwyciężył w indywidualnym i drużynowym wyścigu na dochodzenie. W drugiej z tych konkurencji zdobywał następnie złoto na mistrzostwach Europy w Berlinie (2017) i brąz na mistrzostwach Europy w Grenchen (2023). Ponadto zajął trzecie miejsce w indywidualnym wyścigu na dochodzenie podczas mistrzostw świata w Berlinie w 2020 roku. Wyprzedzili go tam tylko Włoch Filippo Ganna i Ashton Lambie z USA.
Jego ojciec, Philippe Ermenault także był kolarzem.

## Odznaczenia
- Chevalier Orderu Legii Honorowej – 2021[2]